# Gare de Takada (Nara)
La gare de Takada (高田駅, Takada-eki) est une gare ferroviaire de la ville de Yamatotakada, dans la préfecture de Nara au Japon. Elle est gérée par la JR West.

## Situation ferroviaire
La gare de Takada est située au point kilométrique (PK) 11,5 de la ligne Wakayama. Elle marque la fin de la ligne Sakurai (ligne Man-yō Mahoroba).

## Histoire
La gare a été inaugurée le 1er mars 1891.

## Service des voyageurs

### Accès et accueil
La gare dispose d'un bâtiment voyageurs, avec guichet, ouvert tous les jours.

### Desserte
- Ligne Wakayama :
  - voies 1 à 3 : direction Ōji (interconnexion avec la ligne Yamatoji pour JR Namba)
  - voies 2 et 3 : direction Gojō et Wakayama
- Ligne Man-yō Mahoroba :
  - voies 1 à 3 : direction Tenri et Nara

### Intermodalité
La gare de Yamato-Takada (ligne Kintetsu Osaka) est située à proximité.